# 윤정민 (축구 선수)
윤정민(1992년 3월 30일 ~ )는 대한민국의 축구 선수이다.